# 伊諾拉 (內布拉斯加州)
伊諾拉（英語：Enola）是位於美國內布拉斯加州麥迪遜縣的非建制地區。

## 歷史
伊諾拉的郵局於1906年設立，其後於1959年停運。

## 地理
伊諾拉所處的海拔為高於海平面517米（即1696英呎），而該地所採用的時區為UTC-6，即北美中部时区（CST）。同時該地設有夏令時間，為UTC-6調快一小時，即UTC-5（CDT）。